# Ligne Ibusuki Makurazaki
La ligne Ibusuki Makurazaki (指宿枕崎線, Ibusuki Makurazaki-sen) est une ligne ferroviaire située dans la préfecture de Kagoshima au Japon. Elle relie la gare de Kagoshima-Chūō à Kagoshima à la gare de Makurazaki à Makurazaki. La ligne est exploitée par la compagnie JR Kyushu.

## Histoire
La ligne a été ouverte par étapes entre 1930 et 1963.

## Caractéristiques

### Ligne
- Longueur : 87,8 km
- Ecartement : 1 067 mm
- Nombre de voies : Voie unique

### Gares

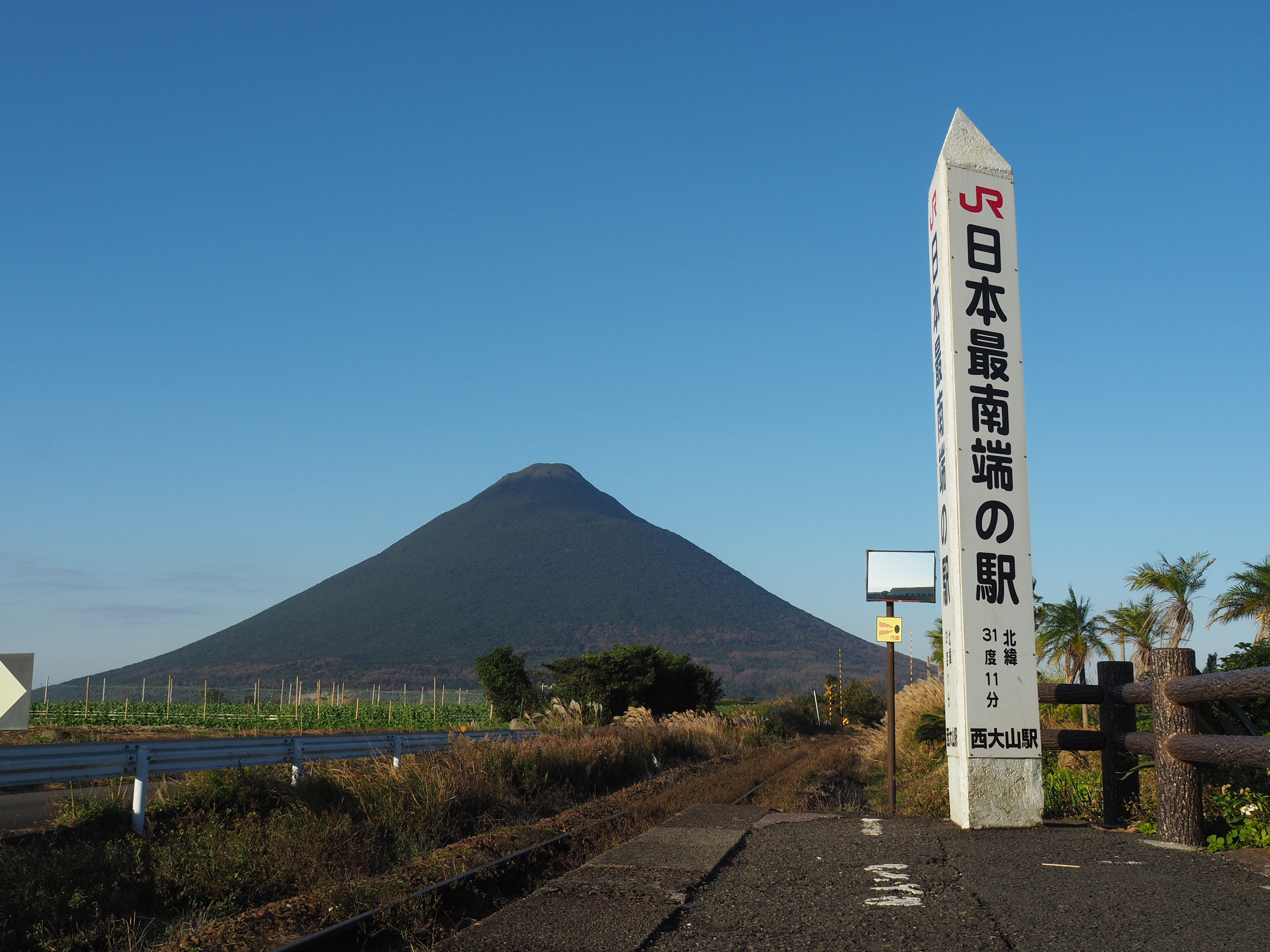
Nishi-Ōyama, la gare la plus au sud du Japon.

| Gare              | Nom japonais | Distance (km) | Correspondances                                                   | Localisation |
| ----------------- | ------------ | ------------- | ----------------------------------------------------------------- | ------------ |
| Kagoshima-Chūō    | 鹿児島中央   | 0             | JR Kyushu : Kyūshū Shinkansen, Kagoshima Tramway de Kagoshima : 2 | Kagoshima    |
| Kōrimoto          | 郡元         | 2,2           |                                                                   | Kagoshima    |
| Minami-Kagoshima  | 南鹿児島     | 3,5           | Tramway de Kagoshima : 1                                          | Kagoshima    |
| Usuki             | 宇宿         | 4,9           | Tramway de Kagoshima : 1                                          | Kagoshima    |
| Taniyama          | 谷山         | 7,4           |                                                                   | Kagoshima    |
| Jigenji           | 慈眼寺       | 9,2           |                                                                   | Kagoshima    |
| Sakanoue          | 坂之上       | 11,3          |                                                                   | Kagoshima    |
| Goino             | 五位野       | 14,1          |                                                                   | Kagoshima    |
| Hirakawa          | 平川         | 17,2          |                                                                   | Kagoshima    |
| Sesekushi         | 瀬々串       | 20,6          |                                                                   | Kagoshima    |
| Nakamyō           | 中名         | 24,0          |                                                                   | Kagoshima    |
| Kiire             | 喜入         | 26,6          |                                                                   | Kagoshima    |
| Maenohama         | 前之浜       | 30,4          |                                                                   | Kagoshima    |
| Nukumi            | 生見         | 35,0          |                                                                   | Kagoshima    |
| Satsuma-Imaizumi  | 薩摩今和泉   | 37,9          |                                                                   | Ibusuki      |
| Miyagahama        | 宮ヶ浜       | 40,7          |                                                                   | Ibusuki      |
| Nigatsuden        | 二月田       | 43,4          |                                                                   | Ibusuki      |
| Ibusuki           | 指宿         | 45,7          |                                                                   | Ibusuki      |
| Yamakawa          | 山川         | 50,0          |                                                                   | Ibusuki      |
| Ōyama             | 大山         | 54,2          |                                                                   | Ibusuki      |
| Nishi-Ōyama       | 西大山       | 56,7          |                                                                   | Ibusuki      |
| Satsuma-Kawashiri | 薩摩川尻     | 57,8          |                                                                   | Ibusuki      |
| Higashi-Kaimon    | 東開聞       | 59,6          |                                                                   | Ibusuki      |
| Kaimon            | 開聞         | 61,0          |                                                                   | Ibusuki      |
| Irino             | 入野         | 62,8          |                                                                   | Ibusuki      |
| Ei                | 頴娃         | 66.1          |                                                                   | Minamikyūshū |
| Nishi-Ei          | 西頴娃       | 70,4          |                                                                   | Minamikyūshū |
| Goryō             | 御領         | 70,4          |                                                                   | Minamikyūshū |
| Ishigaki          | 石垣         | 72,8          |                                                                   | Minamikyūshū |
| Mizunarikawa      | 水成川       | 74,2          |                                                                   | Minamikyūshū |
| Ei-Ōkawa          | 頴娃大川     | 76,0          |                                                                   | Minamikyūshū |
| Matsugaura        | 松ヶ浦       | 78,1          |                                                                   | Minamikyūshū |
| Satsuma-Shoya     | 薩摩塩屋     | 79,9          |                                                                   | Minamikyūshū |
| Shirasawa         | 白沢         | 81,9          |                                                                   | Makurazaki   |
| Satsuma-Itashiki  | 薩摩板敷     | 84,4          |                                                                   | Makurazaki   |
| Makurazaki        | 枕崎         | 87,8          |                                                                   | Makurazaki   |